# Острудский повет
Острудский повет (пол. Powiat ostródzki) — повет (район) в Польше, входит как административная единица в Варминьско-Мазурское воеводство. Центр повета — город Оструда. Занимает площадь 1764,89 км². Население — 106 023 человек (на 31 декабря 2015 года).

## Административное деление
- города: Оструда, Милаково, Миломлын, Моронг
- городские гмины: Оструда
- городско-сельские гмины: Гмина Милаково, Гмина Миломлын, Гмина Моронг
- сельские гмины: Гмина Домбрувно, Гмина Грунвальд, Гмина Лукта, Гмина Малдыты, Гмина Оструда
- курорты: Даброва

## Демография
Население повета дано на 31 декабря 2015 года.
| Перепись            | Всего  | Мужчины | Женщины |
| ------------------- | ------ | ------- | ------- |
| Всего               | 106023 | 52296   | 53727   |
| Городское население | 52692  | 25080   | 27612   |
| Сельское население  | 53331  | 27216   | 26115   |